# جشنواره فیلم کن ۱۹۸۴
سی و هفتمین دوره جشنواره فیلم کن در این دوره پاریس، تگزاس، ویم وندرس برنده نخل طلا میشود. این دومین بار است فیلمی از کشور آلمان برنده میشود. هلن میرن نیز برنده بهترین بازیگر نقش اول زن میشود.

## هیئت داوران

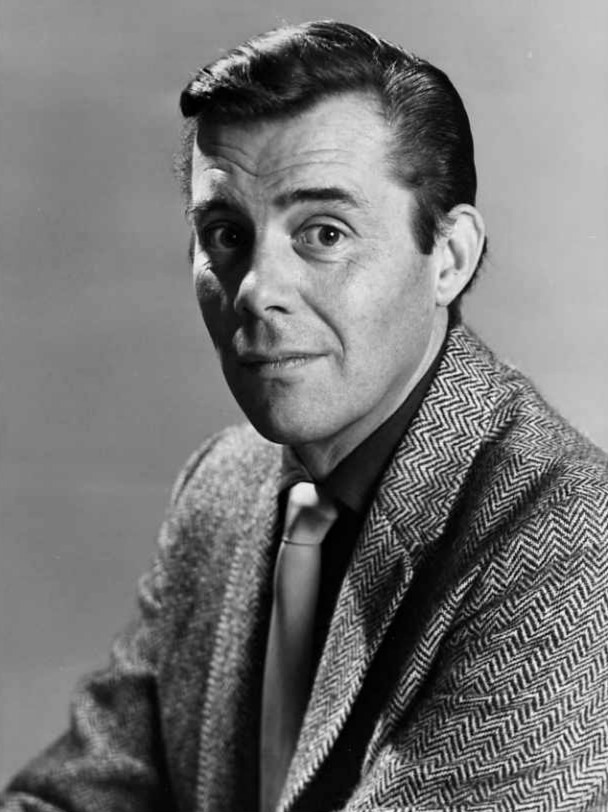
دیرک بگارد, رئیس هیئت داوران

- دیرک بگارد
- فرانکو کریستالدی
- میشل دوویل
- استنلی دانن
- ایزابل هوپر
- انیو موریکونه
- خورخه سمپرون

## مسابقه
فیلم‌های زیر برای بخش مسابقه انتخاب شده‌اند:
- این کشور من است (فیلم) - لینو بروکا
- بونتی - راجر دونالدسون
- هانری چهارم - مارکو بلوکیو
- عنصر جنایت - لارس فون تریر
- خانه و جهان (فیلم) - ساتیاجیت رای
- دزد دریایی (فیلم ۱۹۸۴) - ژاک دوایون
- Los santos inocentes - ماریو کاموس
- خاطراتی برای بچه‌هایم - مارتا میساروش
- پاریس، تگزاس (فیلم) - ویم وندرس
- Quilombo - کارلوس جیه‌گس
- موفقیت بهترین انتقام است - یرژی اسکولیموفسکی
- سفر به سیترا - تئو آنگلوپولوس
- Un dimanche à la campagne - برتران تاورنیه
- زیر آتشفشان (فیلم) - جان هیوستون
- Vigil - وینسنت وارد (کارگردان)
- جایی که مورچه‌های سبز خواب می‌بینند - ورنر هرتسوک

## برندگان

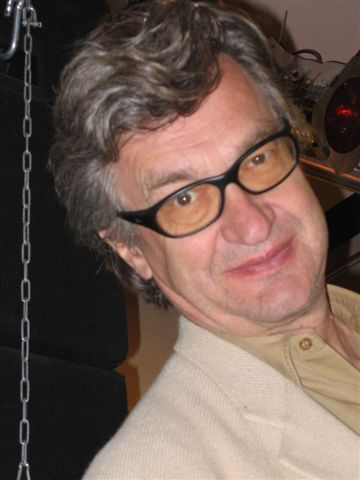
ویم وندرس, برنده نخل طلا

- نخل طلا: پاریس، تگزاس (فیلم) - ویم وندرس
- جایزه بزرگ (جشنواره فیلم کن): خاطراتی برای بچه‌هایم - مارتا میساروش
- جایزه بهترین بازیگر مرد جشنواره فیلم کن: فرانسیسکو رابال و آلفردو لاندا برای Los santos inocentes
- جایزه بهترین بازیگر زن جشنواره فیلم کن: هلن میرن برای Cal
- جایزه بهترین کارگردان جشنواره فیلم کن: برتران تاورنیه برای Un dimanche à la campagne
- جایزه بهترین فیلم‌نامه جشنواره فیلم کن: تئو آنگلوپولوس, تونینو گوئرا و Thanassis Valtinos برای سفر به سیترا
- جایزه فیپرشی: تئو آنگلوپولوس برای سفر به سیترا[۲]